# میرزا رضا کرمانی
میرزا محمدرضا کرمانی (۱۲۲۶ – ۲۲ مرداد ۱۲۷۵) معروف به رضای شاه‌شکار قاتل ناصرالدین‌شاه بود.

## سلسله نسب
هما ناطق در کتاب «کارنامه و زمانه میرزا رضا کرمانی» می‌نویسد:
میرزا محمد رضا کرمانی پسر ملاحسین مشهور به پدر و از اهالی عقدای یزد بود. خانواده مادرش از خنامان و سادات فریدن بودند.

## پیشینه

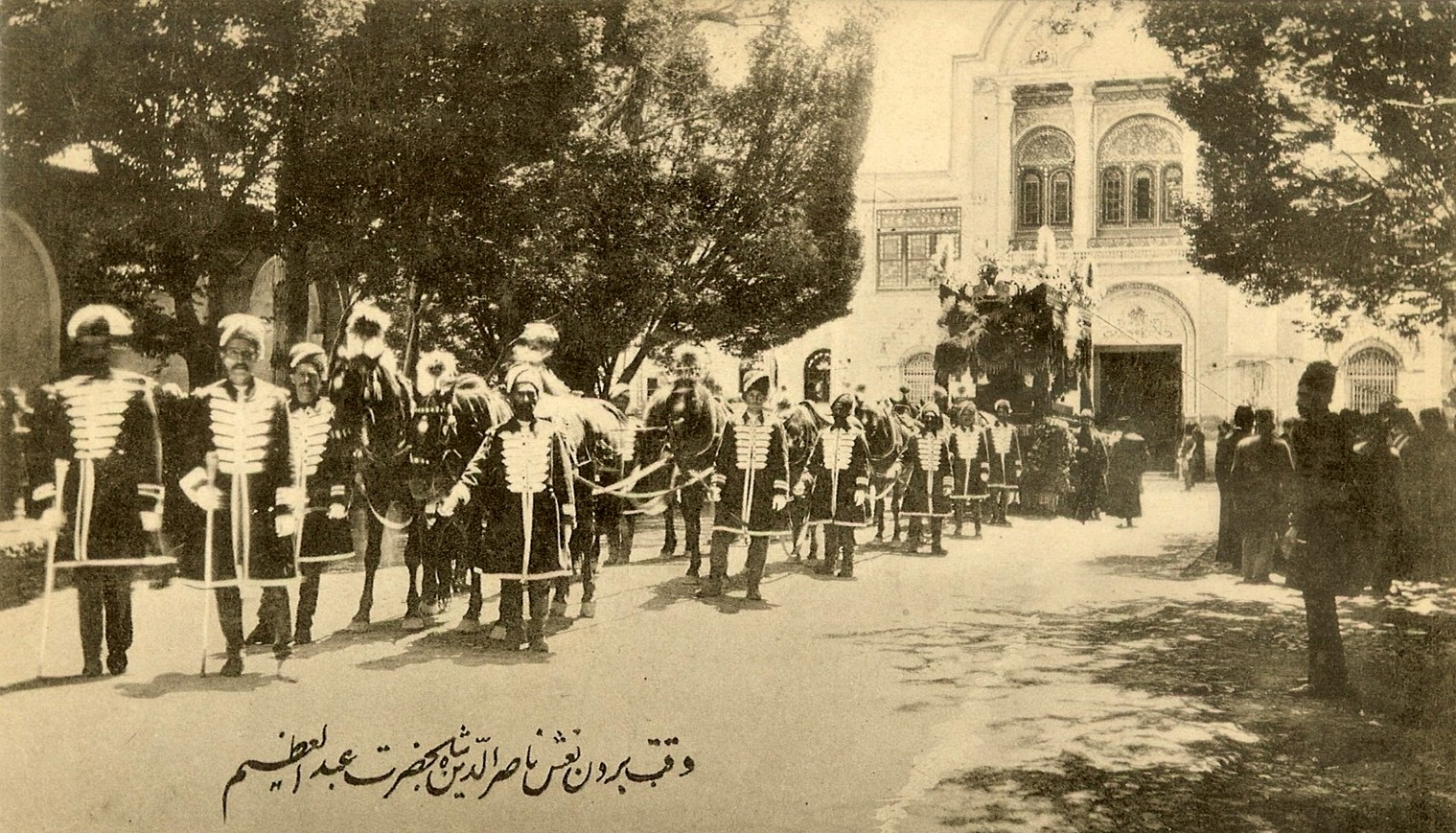
تشییع جنازه رسمی ناصرالدین‌شاه در خیابان باب همایون

میرزا محمدرضا کرمانی از ارادتمندان و مریدان سید جمال‌الدین اسدآبادی بود و در هنگام اقامت او در ایران در خدمت او بود.
وی که دلال پارچه و شال بود برای نایب‌السلطنه کامران میرزا مقداری شال و خز از بازرگانان خریده و تحویل ناظم التجار داده بود ولی بهایش را به وی نمی‌دادند و چندین بار کوشش وی برای دریافت پول بی‌نتیجه بود. او نزد نایب السلطنه کامران میرزا در برابر شماری از درباریان و میهمانان گلایه کرده که مقداری شال و خز برای او خریده ولی بهای آن را به وی مدت‌ها است پرداخت نمی‌کنند. نایب السلطنه دستور داد که طلب او را پرداخت کنند و او را کتک مفصلی هم زده و بیرون کنند.
میرزا رضا که تحت تأثیر اندیشه‌های سید جمال‌الدین اسدآبادی بود پس از آشنایی با روزنامه قانون میرزا ملکم خان که به تازگی پس از استعفای او از سفیری ایران در لندن چاپ و از راه قاچاق وارد ایران می‌شد با تندی بیشتری با نظام پادشاهی ناصرالدین شاه مخالف شد.
پس از مدتی دوباره نزد کامران میرزا رسیده و اظهار داشت که مردم از ستم درباریان و ناصرالدین شاه خسته شده خواستار برکناری او هستند و با همراهی سید جمال‌الدین که در عثمانی بود شاه را از پادشاهی برکنار و خود کامران میرزا بر تخت نشسته و سید جمال‌الدین صدراعظم شود. کامران میرزا که وی را ساده‌لوح و زودباور دید به‌ظاهر نسبت به او اظهار علاقه و تصدیق کرده و از او خواست که گفته‌های خود را بنویسد تا پیش شاه برده و به اطلاع او برسانند که مردم از وی بیزار شده و خواهان برکناری از پادشاهی هستند. کامران میرزا با فریب دادن وی او را زندانی کرد.
در هنگام بازجویی وی نام ده تن از جمله حاجی سیاح که روزنامه قانون را مطالعه یا پخش می‌کردند آورده و باعث زندانی شدنشان شد.
او به مدت ۴ سال در قزوین زندانی بوده و پس از آزادی از ایران بیرون فرستاده شد و به استانبول نزد سید جمال‌الدین اسدآبادی رفت.
او سپس در شهر بارفروش نخست با انگیزهٔ کشتن کامران میرزا یک پنج‌لول روسی خرید، ولی چندی بعد انگیزه‌اش را تغییر داد و برآن شد تا کسی را که می‌پنداشت ریشهٔ همهٔ ستم‌هاست، ترور کند. 

## ترورناصرالدین‌شاه قاجار

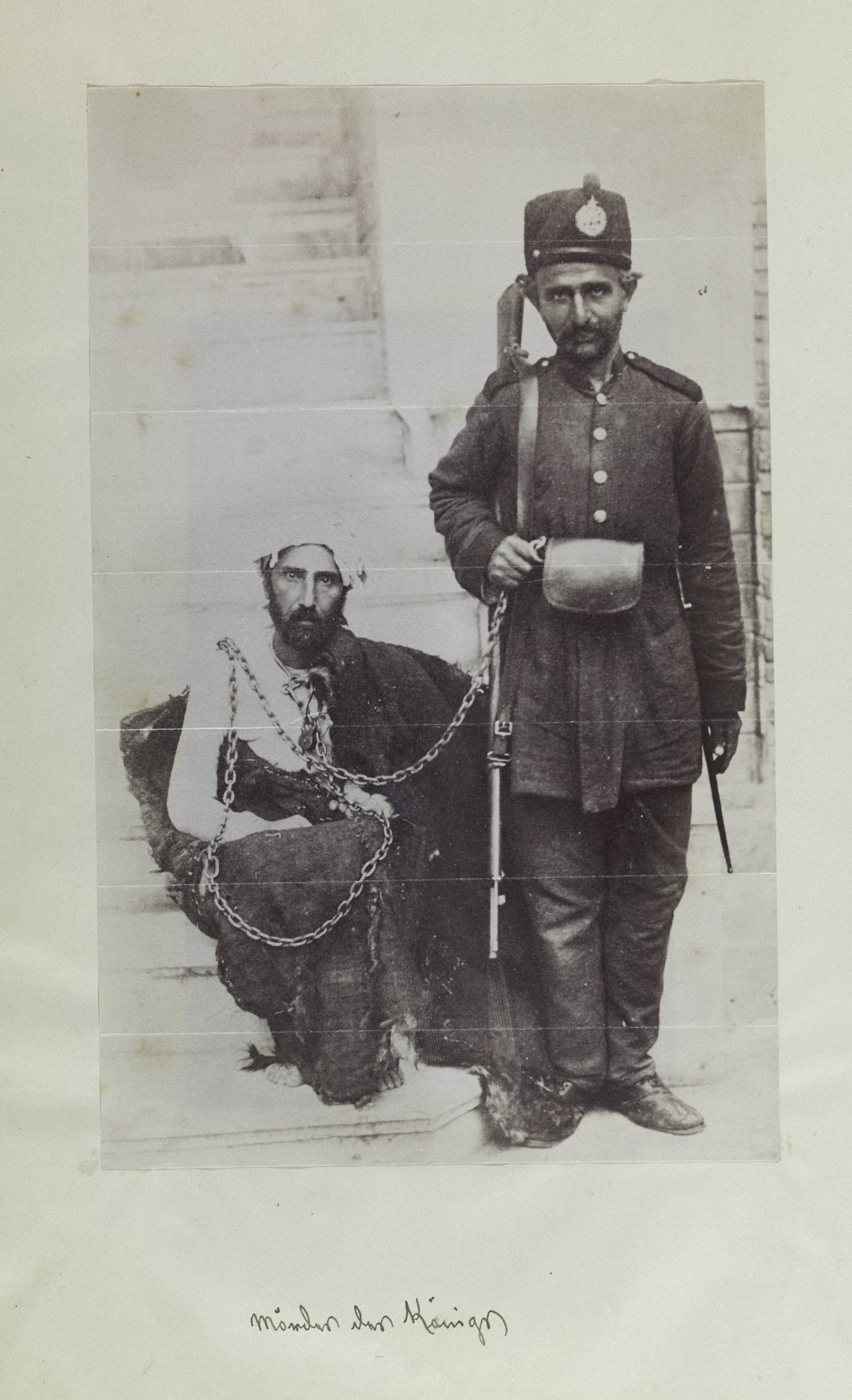
میرزا رضا کرمانی پس از دستگیری

میرزا محمدرضا کرمانی پس از دیدار با سید جمال‌الدین اسدآبادی در ۲۶ رجب ۱۳۱۳ق از استانبول راه افتاد و در جایگاه خدمتکار شیخ ابوالقاسم برادر کوچک شیخ احمد روحی از راه طرابوزان به تفلیس سپس بادکوبه و از مشهدسر (بابلسر کنونی) به ایران راه یافت و با فراهم کردن تپانچه روسی در بارفروش (بابل کنونی) ۲ شوال همان سال به شهرری رفت. میرزا در شهرری پنهانی به دیدار شیخ هادی نجم‌آبادی که مخالف دولت بود می‌رود، این روزها هم هم‌زمان با پنجاهمین سال پادشاهی ناصرالدین شاه بود و در روز پنجشنبه ۱۱ اردیبهشت ۱۲۷۵ ناصرالدین‌شاه برای زیارت به حرم شاه‌عبدالعظیم حسنی رفت میرزا نیز با بهره‌مندی از این پیشامد به بهانهٔ تقدیم‌نامه‌ای به شاه به او نزدیک شده و از زیر عریضه با تپانچه به ناصرالدین شاه شلیک می‌کند. وی شاه را در هنگام ورود به آرامگاه امامزاده حمزه، نزدیک به در ورودی حرم هدف گلوله قرار داد. وی هنگام بازجویی کسی را همدست یا مطلع معرفی نکرد، ولی در برخی منابع آمده که یکی از هم‌روستاییانش که در آینده برای پناه بردن به سفارت روسیه از ترس دستگیری، پناهنده نام گرفت، وی را همراهی می‌کرده است. مظفرالدین‌شاه در آغاز انگیزهٔ قصاص نداشت ولی به تحریک کسانی که پیرامون وی بودند از جمله شیخ محمدحسن شریعتمدار پس از مدتی دستور اعدام وی را صادر کرد.
با استناد بر تاریخ یکصد ساله ایران، در بازجویی‌ها یا استنطاقات انجام گرفته از ضارب (میرزا رضای کرمانی)، مطالبی دربارهٔ یهودیان نام برده شده است که بی‌گمان می‌تواند نشان‌دهندهٔ آگاهی وی دربارهٔ اقشار آسیب‌پذیر به ویژه اقلیت‌های دینی بوده‌باشد. در بخشی از اعترافات، میرزا رضای کرمانی گفته بود «من قبلاً وسیلهٔ بهتری داشتم که ناصرالدین شاه را بکشم بدون آن‌که گرفتار شوم، بدین ترتیب که اطلاع یافتم، شاه به باغ یکی از اعیان برای گردش می‌رود پس خود را به باغ رسانده مخفی شدم، شاه آمد و کشتن او بسیار آسان و راه فرار برای من باز بود اما او را نکشتم، زیرا عده‌ای یهودی در آن روز (یکی از اعیاد کلیمیان) برای تفریح در آن باغ اقامت داشتند و اگر شاه کشته می‌شد و من فرار می‌کردم، خون را به گردن یهودیانی که در باغ حضور داشتند می‌انداختند به این دلیل من از انجام آن امر منصرف شدم.».

## مرگ

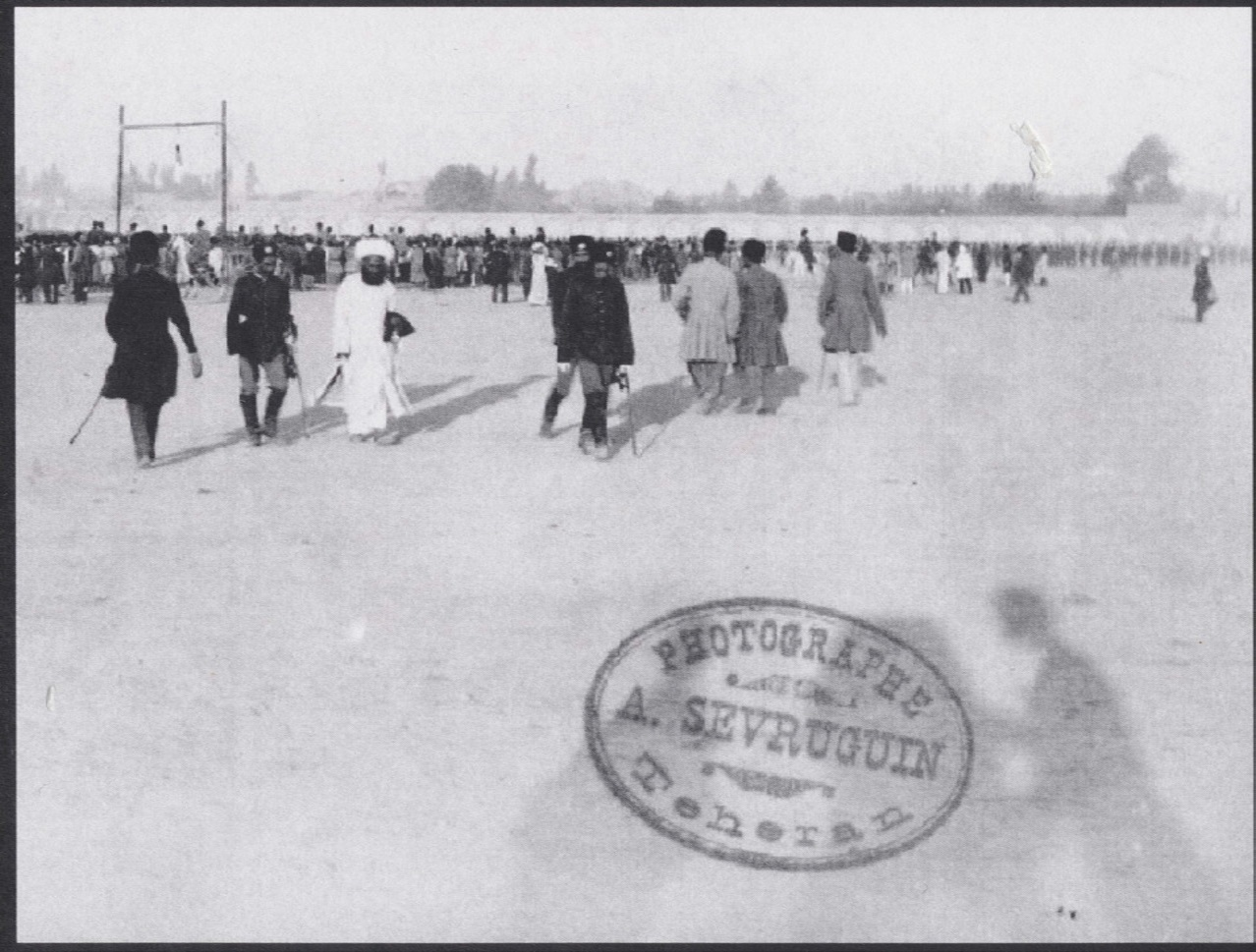
مراسم اعدام میرزا محمدرضا کرمانی

سرانجام میرزا رضای کرمانی در سحرگاه روز چهارشنبه دوم ربیع‌الاول در میدان مشق تهران به‌دار آویخته شد. وقتی میرزا رضا را دار زدند، سربازان به شدت طبل می‌زدند و طبل‌نوازی در تمام مدت اجرای مراسم اعدام ادامه داشت. جسد تمام روز چهارشنبه و تا پنجشنبه موقع تاریک شدن هوا همچنان آویخته بود. در ساعت ۹ شب جسد را از دار پایین آورده و به گورستان حسن‌آباد (که بعدها ایستگاه آتش‌نشانی در محل آن ساخته شد) بردند و دفن کردند. بعد از مرگش شیخ هادی نجم‌آبادی برای وی مراسم چهلم و سالگرد برگزار کرد که افراد بسیار معدودی در آن شرکت کردند.
میرزا پیش از مرگش در بازجوئی‌ها که از وی پرسیده شد به چه دلیل شاه را به قتل رسانده شاه چه گناهی کرده در جواب گفت: وقتی در کشورم این همه ظلم و جور و فساد می‌دیدم و حق خوری و حق کشی با تمام این حرف‌ها وقتی می‌دیدم قدرت اول مملکت شاه است پس با خودم گفتم اگر شاه خبر ندارد از وضعیت کشورش که وای به حال مملکتی که شاه آن ایشان باشد و اگر شاه خبر داشت از وضعیت کشور پس حق او بود قتل و کشتنش و من از این اقدامم خرسند هستم

## سریال
در سال ۱۳۶۱ مجموعهٔ تلویزیونی ایرانی شاه‌شکار به کارگردانی «سعید نیک‌پور» در قالب یک مجموعهٔ سه‌گانه تحت عنوان «قرن سرنوشت» تولید شد و در سال ۱۳۶۲ از شبکه ۱ سیمای جمهوری اسلامی ایران پخش شد.

این مجموعه تلویزیونی، فصلی از زندگی ناصرالدین‌شاه قاجار و ماجرای قتل او را به دست میرزا رضای کرمانی، به تصویر می‌کشد.
در سال ۱۳۹۷ سریال بانوی عمارت به کارگردانی عزیزالله حمیدنژاد و در سال ۱۴۰۰ نیز سریال قبله عالم به کارگردانی حامد محمدی تولید شد.

## نمونه اشعار
با توجه به اینکه پس از ترور ناصرالدین شاه شایعاتی در مورد بهایی یا بابی بودن ضارب یا ضاربین در بین عوام مطرح بود یحیی دولت‌آبادی که از دوستان میرزا رضا بود برای از بین رفتن شایعات بیت شعر ذیل را سرود و در محافل عمومی رواج داد که ضارب شاه مسلمان و شیعه اثنی عشری است:
| محب آل محمد غلام هشت و چهار |  | فدایی مردم ایران رضای شاه‌شکار |

بنا به گفته مردم، میرزا رضا در حالی که ناصرالدین شاه را می‌کشت این اشعار را بر زبان می‌راند:
| غلام شاه جهانم محب هشت و چهارم |  | فدای همه ایران رضای شاه شکارم |